# ثيسيوس

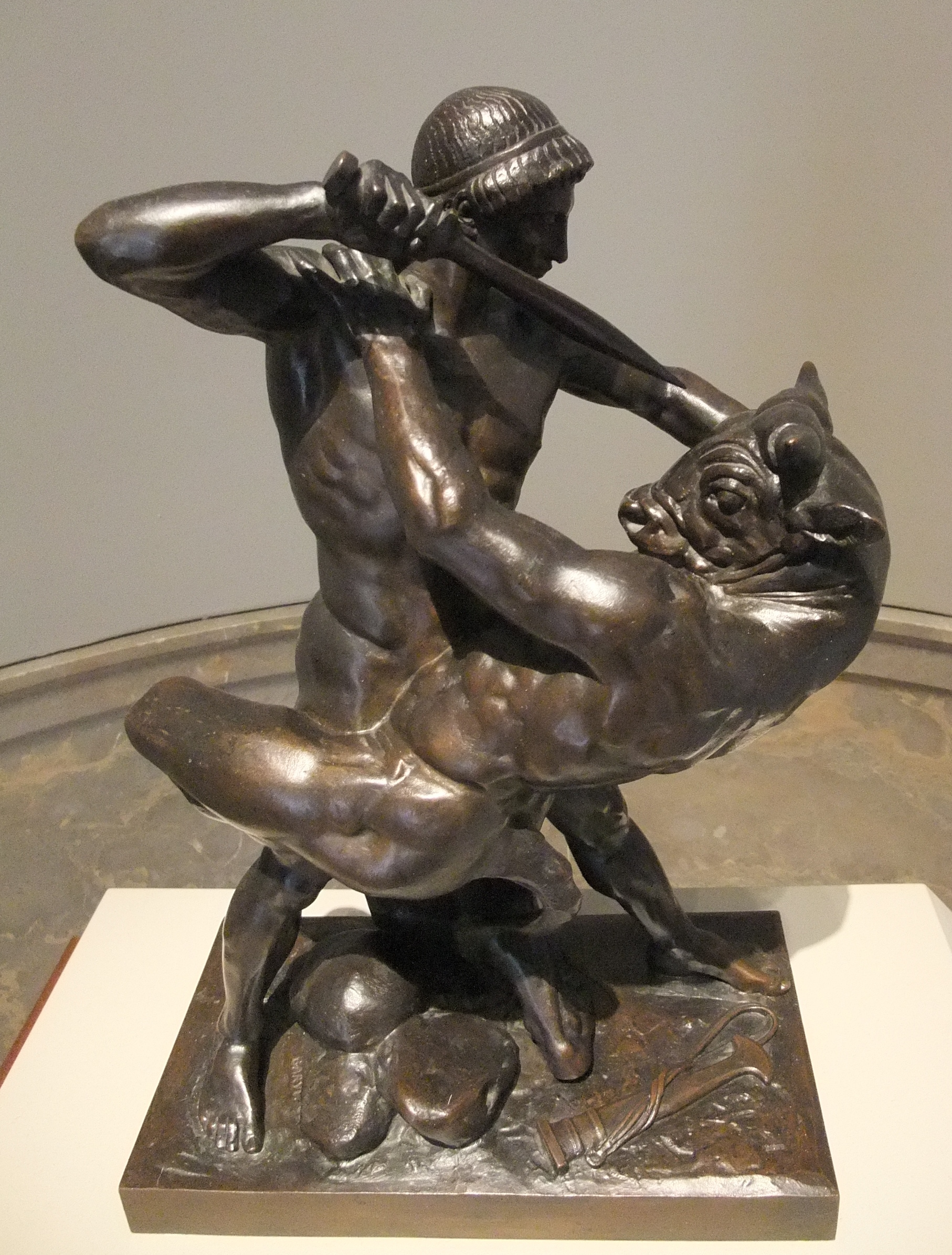
ثيسيوس يذبح مينوتور (1843)، تمثال برونزي لأنطوان لويس باري

ثيسيوس (باليونانية: Θησεύς) هو شخصية في الأساطير اليونانية وهو أحد ملوك أثينا الأسطوريين، وكان ثيسيوس البطل المؤسس للأثينيين بنفس الطريقة التي كان فيها هيراكليس البطل المؤسس للدوريين. واعتبر الأثينيون ثيسيوس مصلحا عظيما؛ وتم تقديم الأساطير المحيطة به – رحلته ومغامراته وأسرته – في أعمال أدبية كثيرة على مر العصور.
كان ثيسيوس مسؤولا عن سينويكيسموس («العيش معا») – توحيد أتيكا سياسيا أتيكا تحت قيادة أثينا – ممثلة بشكل رمزي في رحلته، وإخضاعه للوحوش. بنى ثيسيوس قصرا على قلعة الأكروبوليس كان مماثلا للقصر الذي تم حفره في موكناي. ذكر باوسانياس أن ثيسيوس إنشاء عبادة الإلهة أفروديت بانديموس («أفروديت لجميع الناس») والإلهة بيثو على المنحدر الجنوبي من الاكروبوليس.
سيرة بلوتارخ عن ثيسيوس (السيرة الأدبية) تستعين بسجلات حول قتل المينوتور، وهروب ثيسيوس، وحب أريادني لثيسيوس. ومن بين المصادر التي استعان بها بلوتارخ (والتي لم تبق جميع نصوصها)، شملت فيريكيديس من ليروس (منتصف القرن الخامس قبل الميلاد)، ديمون (400 قبل الميلاد)، فيلوخوروس وكليديموس (القرن الرابع قبل الميلاد).

## الاسم والنسب
ثيسيوس هو ابن امرأة تدعى أيثرا وهي ابنة بيثيوس ملك ترويزون والتي أحبها أيغيوس ملك أثينا والإله بوسيدون. وبهذا كان منحدرا عبر أبيه من سلالة إريخثيوس وعبر أمه من سلالة بيلوبس.

## مغامرات ثيسيوس
كان جده بلا أبناء فاشترط أن يبقى ثيسيوس عنده حتى يكبر، وقيل أن أباه هو الإله بوسيدون، ووضع أبوه سيفه وخفاه تحت صخرة ثقيلة وعندما كبر ثيسيوس ليستردها ذهب إلى أثينا وفي طريقه تجابه مع عدد من قطاع الطرق منهم بروكرست الذي كان يمدّ أعضاء ضحاياه أو يقطعها ليناسبوا طول سريره، وسينيس الذي يقتل ضحاياه بربطهم بأشجار صنوبر ويطويها ثم يطلقها وقتله في برزخ كورنث، وسكيرون الذي يأمر ضحاياه بغسل قدميه وعندما ينحنون لهذا يركلهم نحو الجرف إلى البحر ثم يقتله ثيسيوس بنفس الطريقة، ثم تصارع مع كيركيون في إليوسيس وقتله.
وفي أثينا انتبه بعض البنائين (الذين كانوا يبنون معبدا جديدا لأبولو دلفينيوس) لجدائله ولثوبه الطويل الذي يصل إلى كاحله فقالوا ما الذي تفعله فتاة وحيدة هنا؟، فرد عليهم بأن أخذ ثيرانا من بعض العربات ورماها أعلى من المعبد، وفر من خطة لتسميمه من ميديا الساحرة التي وجد أن أباه متزوج منها وكانت قد عرفت بالسحر بأمر ثيسيوس قبل أبيه وقبل سلطة أبيه الذي تعرف عليه من سيفه، ثم قتل ثور ماراثون البري الذي ينفث النار وأخذه وضحى به في معبد أبولو دلفينيوس وكذلك الخنزير الكروميوني، ثم أحبط مؤامرة من أبناء عمه بالاس.الذين أملوا أن يخلفوا عمهم.
أراد أولاد عمه أن يروا إن كان فيه دم بوسيدون فالقوا خاتمه في البحر وذهب فأحضره ومعه تاجا ذهبيا هدية من أمفيتريت.

## قتل المينوتور
تطوع في أحد أشهر أعماله لقتل مينوتور فذهب إلى كريت كأحد ضحاياه وذهب في سفينة بأشرعة سوداء ووعد أباه أنه إن قتل الوحش سيعود بأشرعة بيضاء، وعندما وصل وقعت الأميرة أريادني ابنة مينوس في حبه وساعدته في الخروج من متاهة المينوتور بدلالة طرفه الموجود في بداية المتاهة، فيهرب من كريت بعد نجاحه في مهمته بمساعدة أريادني وأختها فايدرا. على أنه مل من أريادني وتركها على جزيرة ناكسوس حيث وجدها الإله ديونيسوس وجعلها عروسه لكن ثيسيوس نسي تغيير الأشرعة فعندما رآها أبوه ظن أنه مات فانتحر بإلقاء نفسه من الأكروبوليس.والقصة يبدو أنها موجودة في حكايات حرب طروادة وكذلك حدثت في قصة تريستان وإيسولد
يقال أيضا انه هبط في جزيرة ديلوس حيث قام رجاله برقصة الغرنوق التي تحتوي على حركات معقدة والتي يحاكون فيها منعطفات اللابرينث
القصة هي خليط بين ثقافتين وعلى الأغلب هي اختراع لاحق

## ثيسيوس وبيريثوس
تروي الحكايات عن الصداقة بينه وبين بيريثوس ملك اللابيثيين عندما أبعد بيريثوس أبقار ثيسيوس وعندما امسكا بها أعجب كل منهما بالآخر وأقسما على الأخوة وساعد بيريثوس صديقه ليحضرا هلن ونزلا إلى الجحيم لينقذا بيرسيفون ابنة ديميتر لكنهما بقيا هناك حتى استطاع هرقل إنقاذ ثيسيوس ولم يستطع إنقاذ بيريثوس.

## هيبوليتوس
قاد ثيسيوس حملة على الأمازونيات (مثل هرقل قبله) وخطف قائدتهن هيبوليتي وأنجبت ابنه هيبوليتوس، وكان ثيسيوس قد تزوج من فايدرا أخت أريادني التي أحبت ابن زوجها لكنه صدها، وانتحرت بسبب العار وخوفها من الفضيحة وتركت رسالة تتهم فيها هيبوليتوس بالاعتداء عليها فخدع ثيسيوس ولعن ابنه الذي قتل من وحش بحري واكتشف الحقيقة متأخرا.

## الثورات
واجه ثسييوس انتفاضة من منيسثيوس سليل إيريخثيوس من أقدم ملوك أثينا وبعد فشله في إخضاع التمرد أرسل أبناءه إلى وابية وأبحر إلى جزيرة سكيروس لكن ملكها ليكوميدس أمر بقتله ورميه من جرف، وجمع الأثينيون عظامه ليضعوها في أرض أتيكا.

## التراث
ظهر ثيسيوس في التقاليد الأثينية كملك مثالي حكيم جمع قرى ومدن أتيكا في دولة واحدة وظهر كعلامة للضيافة وكصديق مخلص وحاكم عادل. وأتى أيضا في الحكايات التراجيدية الأثينية وروي قصته بلوتارخ وتشابكت قصته مع قصة هرقل حتى أصبح من الصعب معرفة إن كان هناك شخص في التاريخ وراء الأسطورة رغم أنه كان كذلك عند قدماء الأثينيين. أما احتفاله ويدعى ثيسيا يحتفل به في الثامن من بيانوبسيون (أكتوبر) لكن ثامن يوم من كل شهر مكرس له.